# Velký hájek
Velký hájek je přírodní památka severně od obce Šlapanice v okrese Brno-venkov. Nově byla vyhlášena Nařízením Jihomoravského kraje č. 6/2019 ze dne 17. prosince 2018 s účinností od 1. března 2019. Důvodem ochrany jsou stepní společenstva, křoviny a dubohabrový lesík na kulmských slepencích s výskytem řady významných druhů rostlin a živočichů.